# Кошкин дом (мультфильм, 1982)
«Кошкин дом» — советский кукольный мультфильм, который создала режиссёр Марианна Новогрудская по одноимённой сказке Самуила Маршака на творческом объединении «Экран» в 1982 году. «Кошкин дом» (1982) оказался безусловной удачей композитора Максима Дунаевского.

## Сюжет
К богатой Кошке съехались гости: Петух, Курица, Коза, Козёл и Свинья. В это же время к её дому подходят её нищие племянники Котята. Кошка радушно встречает гостей, но прогоняет Котят. Хозяйка водит гостей по дому и показывает им богатый интерьер. Гости восхищаются и говорят, что Кошкин дом обсуждают во всём городе. Котята хотят попасть в дом через балкон, но пугаются Козла. Они спускаются с балкона и поют жалобную песню, в которой просят накормить, обогреть и пожалеть их. Тем временем в доме гости развлекаются, а Котят прогоняет Кошкин привратник Василий. Кошка показывает гостям мышеловку, и привратник для демонстрации выпускает двух мышей, однако мыши убегают. Тогда привратник заводит механическую мышь, которая пугает гостей, Петух отпрыгивает к камину, его хвост загорается и поджигает занавески, от чего начинается пожар во всём доме. Гости разбегаются и не слушают Кошкины просьбы спасать мебель. Гости увозят только рояль, а Василий насильно вытаскивает Кошку из дома, чтобы она не погибла, пытаясь вынести персидские ковры. Дом сгорает дотла. Кошка и Василий печалятся, что после пожара они стали никому не нужны. Они просятся жить к Котятам, и те принимают их.

## Создатели
- Автор сценария: Владимир Голованов
- Режиссёр: Марианна Новогрудская
- Художник-постановщик: Галина Беда
- Оператор: Евгений Туревич
- Композитор: Максим Дунаевский
- Аранжировка: Вадим Голутвин
- Мультипликаторы: Татьяна Молодова, Павел Петров, Владимир Кадухин
- Звукооператор: Виталий Азаровский
- Роли озвучивали:
  - Вячеслав Невинный — Кот Василий, петух, козёл
  - Ирина Муравьёва — Коза, курица, кошка, свинья
- Художники: В. Дмитриева, Андрей Пучнин
- Монтаж: Людмила Рубан
- Редактор: Александр Тимофеевский
- Директор картины: Е. Бобровская

## Переиздания на DVD
Мультфильм неоднократно переиздавался на DVD в сборниках мультфильмов:
- «Кошки-мышки», ТО «Экран», дистрибьютор «Крупный план», мультфильмы на диске: «Кошки-мышки» (1975), «Чужой праздник» (1993), «Маленькие недоразумения (Котик-Мотик)» (1970), «Криминал» (1989), «Кошкин дом» (1982).[2]